# Sean A. Moore
Sean A. Moore (Boulder (Colorado), 1965 - ?, 23 februari 1998) was een Amerikaans fantasy- en sciencefictionschrijver. 
Moore was naast schrijver ook programmeur en systeemanalist bij het Amerikaanse Aspen Systems. Ook schreef hij computerspellen en ontwierp hij bordspellen. Zijn bekendste boeken zijn die over de door Robert E. Howard bedachte personages Koning Kull en Conan de Barbaar. Hierna begon hij aan een oorspronkelijke sciencefiction/horror roman, genaamd Diggers for Tor.
Op 23 februari 1998 overleed Moore bij een auto-ongeluk. Hij werd 33 jaar.

## Korte bibliografie
- 1994 - Conan the Hunter
- 1996 - Conan and the Shaman's Curse
- 1996 - Conan and The Grim Grey God
- 1997 - Kull the Conqueror

- International Standard Name Identifier: 0000 0000 4213 9714
- Library of Congress Control Number: no95060810
- Nationale Bibliotheek van Tsjechië: jo2005273680
- Virtual International Authority File: 73441991
- WorldCat: E39PBJd3MFcvDHDHKKyyW9Gyh3